# 李恒年
李恒年（1967年—），男，汉族，甘肃永昌人，中华人民共和国政治人物。现任中国西安卫星测控中心研究员、宇航动力学国家重点实验室主任。第十四届全国政协委员。